# Lijst van beelden in Montferland
Dit is een (onvolledige) chronologische lijst van beelden in Montferland. Onder een beeld wordt hier verstaan elk driedimensionaal kunstwerk  in de openbare ruimte van de Nederlandse gemeente Montferland, waarbij beeld wordt gebruikt als verzamelbegrip voor sculpturen, standbeelden, installaties, gedenktekens en overige beeldhouwwerken.
| Geplaatst | Omschrijving                                                                                                  | Kunstenaar         | Straat                                                                        | Plaats        | Materiaal                                                     | Afbeelding                                   |
| --------- | --- | ------------------ | ----------------------------------------------------------------------------- | ------------- | ------------------------------------------------------------- | -------------------------------------------- |
| voor 1369 | Hagelkruis Kilder, Rijksmonument 9285                                                                         |                    | splitsing Rozenpas / Doetinchemseweg                                          | Kilder        | ijzeren kruis met haan op houten mast                         | Hagelkruis Kilder                            |
| 1624      | Hagelkruis Stokkum herplaatst in 1994                                                                         |                    | Hagelcruijsweg                                                                | Stokkum       | ijzeren kruis met haan op houten mast                         | Hagelkruis Stokkum                           |
| 1910      | Kruisweg achter het patersklooster 14 staties gerestaureerd rond 2015                                         |                    | Stadspark                                                                     | 's‑Heerenberg | beschilderde stenen reliëfs in ondiepe gemetselde kapelletjes | Kruiswegstatie                               |
| 1910-1920 | Heilig Hartbeeld                                                                                              |                    | Stadspark                                                                     | 's-Heerenberg | natuursteen op stenen sokkel                                  | Heilig Hartbeeld 's-Heerenberg               |
| 1926      | Heilig Hartbeeld                                                                                              | Atelier Thissen    | Hoofdstraat                                                                   | Kilder        | natuursteen                                                   | Heilig hartbeeld bij St. Jan de Doper Kilder |
| 1933      | Heilig Hartbeeld                                                                                              | Atelier Thissen    | St. Jansgildestraat                                                           | Beek          | natuursteen op bakstenen sokkel                               | Beek (Montferland) Heilig Hartbeeld          |
| 1946      | Mariabeeld |                    | Hoofdstraat                                                                   | Kilder        | natuursteen                                                   | Kilder, Mariabeeld bij St. Jan de Doper kerk |
| 1948      | De Goede Herder Oorlogsmonument, herder met schapen portretten van Galama en van Rooijen                      | Herman van Remmen  | hoek Molenstraat - Lengelseweg                                                | 's-Heerenberg | brons op gemetselde natuurstenen sokkel                       | Oorlogsmonument De Goede Herder              |
| 1960      | gevelreliëf De Zaaier                                                                                         | onbekend           | Raadhuisstraat                                                                | Didam         | metaal                                                        | De Zaaier, Didam                             |
| 1958      | Windvaan kind met pop en vogel                                                                                | Herman van Remmen  | Plantsoensingel Zuid 36, muziekschool Bergh (voordien St.Josef-kleuterschool) | 's-Heerenberg | ijzer                                                         | Windvaan Muziekschool Bergh                  |
| 1973      | Wandreliëf Spelende kinderen                                                                                  | Henk van Meurs     | Constantinusstraat 1, buitenmuur basisschool                                  | Stokkum       | keramiek                                                      | Wandreliëf spelende kinderen                 |
| 1980      | Gedenkteken 600 jaar stadsrechten                                                                             | Cees Gramsma       | Molenstraat                                                                   | 's-Heerenberg | hout                                                          | Gedenkteken 600 jaar stadsrechten            |
| 1982      | Beeld Wiefke van Didam                                                                                        | Karel van Beek     | Dominee Storkpark                                                             | Didam         | betongranulaat                                                | Gedenkteken 600 jaar stadsrechten            |
| 1984      | Sculptuur De Liefde                                                                                           | Leo van Oudheusden | Dominee Storkpark                                                             | Didam         | metaal                                                        | Gedenkteken 600 jaar stadsrechten            |
| 1993      | Schuttersbeeld                                                                                                | Leo van Oudheusden | Raadhuisstraat                                                                | Didam         | metaal                                                        | Schuttersbeeld, Didam                        |
| 1999      | St. Antonius, gedenkteken 425-jarig bestaan van het St. Antoniusgilde                                         |                    | Molenstraat 2                                                                 | 's-Heerenberg | hout                                                          | 425 jaar St. Antoniusgilde                   |
| 2004      | De Heks van 's-Heerenberg (Mechteld ten Ham)                                                                  | Patrick Beverloo   | Muntwal                                                                       | 's-Heerenberg | brons                                                         | De Heks van 's-Heerenberg                    |
| 2009      | Diervoorstellingen houtsnijwerk                                                                               | Frans Giesen       | 't Peeske                                                                     | Beek          | hout                                                          | Houtsnijwerk Arend door Frans Giesen         |
| 2010      | Canadees kanon op de Bleek, gedenkteken WO2, plaquette met namen van 24 geallieerde militairen die sneuvelden |                    | De Bleek / Molenstraat                                                        | 's-Heerenberg | ijzer                                                         | Canadees kanon op de Bleek                   |
| 2014      | Leeuwtje Bergha, n.a.v. 100 jaar Burgers Zoo                                                                  | Patrick Beverloo   | Stadsplein                                                                    | 's-Heerenberg | brons                                                         | Leeuwtje Bergha                              |
| 2022      | Dominee Stork-monument                                                                                        | Geert Vreeman      | Dominee Storkpark                                                             | Didam         | metaal                                                        | Dominee Stork-monument                       |